# 大台南公車綠17線
大台南公車綠17線為大台南公車的23條綠支線之一，由興南客運營運。起站由安平工業區出發後，行經西門路新光三越、臺南火車站、成功大學、四份子、崑山科技大學、大灣、西勢里、崙仔頂等地區，終點則行駛至興南客運新化站。
2013年3月1日，因遇到交通局開放業者競標市區19路公車之路權，故未隨著綠線改制。由於兩家客運公司的利益之爭，曾一度將安工區-大灣端截斷，只供新化往返大灣，後來依客源、民眾意願，維持原路線行駛，是為原7657路公車，最終於2013年12月1日改制為綠17線，成為興南客運最後一個改制的原四碼客運路線。本路線為綠幹線往返台南與新化的替代路線，也是提供大灣居民的主要公車。府城客運所屬之19路電動公車，因技術原因，遲遲無法上路，綠17區間車(安工區-大灣高中)於9/22先行替代營運，後期評估將持續提供服務大灣高中往返安平工業區之區間車班次。2015年4月3日綠17區間車(安工區-大灣高中)停駛，因綠17區間車往臺南之班次與19路過度重疊，造成浪費資源的現象，故停駛之。
根據2019年運量統計，本線運量為47萬7027人次，在全臺南市公車路線運量排第16名。 

## 歷史
- 綠17線在2003年9月30日以前為台南客運經營之(台南－大灣－新化)之公路客運路線，後來2003年9月30日倒閉後由興南客運營運。
- 2011年：公路總局實行四碼編號，編號7657。
- 2013年12月1日：改制綠17線。
- 2014年9月22日：因市區19路公車籌備延宕，增開綠17區間車「安平工業區－大灣高中」14班次至19路公車開通之前。[1]
- 2015年4月3日：區間車路線（安平工業區－大灣高中）停駛。
- 2015年7月1日：新增「無障礙之家」招呼站。
- 2015年8月15日：新增「廣護宮」招呼站，原「大灣街」站更名為「大灣三街」、「無障礙之家」站更名為「無障礙福利之家」、「北灣村」站更名為「北灣里」。
- 2015年9月1日：平日增開往返各2班次，因應南化地區就醫交通。
- 2016年5月31日：原「管理中心」站更名為「服務中心」。
- 2018年4月23日：新增「台南醫院」招呼站。
- 2018年10月25日：原「成大醫院」站更名為「成大醫院（小東路）」。
- 2019年1月8日：配合南鐵C211標小東路地下道施工禁行大客車而改道行駛開元陸橋，暫時取消停靠「成功大學」站，臨時停靠「成大醫院（勝利路）」站。
- 2019年6月14日：原「民權路」站更名為「民權路（北極殿）」。
- 2019年8月1日：平日原加開往返各2班次，因應南化左鎮聯絡交通而縮減為各1往返。
- 2020年10月18日：南鐵C211標小東路地下道施工完成開放大客車行駛，恢復停靠「成功大學」站，不再停靠「成大醫院（勝利路）」站。
- 2022年9月23日：原「台南站」更名為「西門健康立體停車場」。
- 2023年1月31日：原「榮民醫院」更名為「高雄榮總臺南分院（小東路）」。
- 2024年7月19日：裁撤「南西勢」招呼站（往安平工業區）。
- 2024年11月25日：「南西勢」站（往安平工業區）恢復設站。
- 2025年1月1日：原「小西門（大億麗緻）」站更名為「小西門（西門路）」。
- 2025年7月8日：每週二、五逢「雙吉福星輪」安平-馬公航線開航，開航日部分班次繞駛安平港旅客服務中心，往安工區方向乘客憑雙吉福星輪船票才准下車、往新化方向僅可上車不准下車。

## 路線基本資料
- 全程行車里程數：19.5公里。
- 全程行車時間：約60分。
- 行經行政區域：臺南市南區、中西區、北區、東區、永康區、新化區。
- 主要行駛道路：新興路、西門路、中山路、市道180號、市道180甲線。
- 日運量約1370人。

### 停站
參見右方站牌路線圖。

### 使用車輛
- 安工站玉井組車輛每日一輛行駛綠17線、其餘行駛綠幹線。
- 安工站支線組車輛每日一輛行駛綠17線，其餘行駛其他支線。
- 新化站車輛亦有營駛其他綠支線
- 日本TOYOTA COASTER XZB50L-ZEMSYR中巴
- 瑞典VOLVO B7RLE、VOLVO B8RLE低地板公車
  - 安工站：KKA-7307~KKA-7309、KKA-7377~KKA-7378
  - 新化站：KKA-7328~KKA-7336、KKA-7370~KKA-7372
- 中國大陸SUNWIN SWB6127低地板公車
  - 新化站：421-U9、442-U9、445-U9、051-U9~052-U9、057-U9

### 收費
依里程計費，刷卡前8公里免費，轉乘再優惠9元

## 外部連結
- 大台南公車綠17線路線圖&時刻表 （页面存档备份，存于）
- 大台南公車 （页面存档备份，存于）
- 興南客運 （页面存档备份，存于）